# Lekkoatletyka na Letnich Igrzyskach Olimpijskich 1924 – bieg drużynowy na 3000 m mężczyzn
Bieg na 3000 metrów drużynowo mężczyzn – jedna z konkurencji lekkoatletycznych rozgrywanych podczas igrzysk olimpijskich w Paryżu. Zawody odbyły się 11 (półfinały) i 13 lipca (finał) 1924 roku.

## Wyniki

### Półfinały
Na wynik drużyny składała się suma punktów (za zajęte miejsca) trzech najlepszych zawodników z danego kraju. Do finału awansowały dwie najlepsze drużyny z każdego z półfinałów.
Bieg 1
Wyniki drużynowe
| Pozycja | Drużyna         | Punkty | Punkty | Punkty | Łącznie | Uwagi |
| Pozycja | Drużyna         | 1      | 2      | 3      | Łącznie | Uwagi |
| ------- | --------------- | ------ | ------ | ------ | ------- | ----- |
| 1.      | Finlandia       | 1      | 2      | 3      | 6       | Q     |
| 2.      | Wielka Brytania | 4      | 5      | 6      | 15      | Q     |
| 3.      | Norwegia        | 8      | 9      | 10     | 27      |       |
| 4.      | Włochy          | 7      | 11     | 13     | 31      |       |
| 5.      | Polska          | 12     | 14     | 15     | 41      |       |

Wyniki indywidualne
| Pozycja | Zawodnik            | Punkty |
| ------- | ------------------- | ------ |
| 1.      | Paavo Nurmi         | 1      |
| 2.      | Ville Ritola        | 2      |
| 3.      | Sameli Tala         | 3      |
| 4.      | Walter Porter       | 4      |
| 5.      | Herbert Johnston    | 5      |
| 6.      | Bertram Macdonald   | 6      |
| 7.      | Angelo Davoli       | 7      |
| 8.      | Hans Gundhus        | 8      |
| 9.      | William Seagrove    | -      |
| 10.     | Nils Andersen       | 9      |
| 11.     | Haakon Jansen       | 10     |
| 12.     | Frej Liewendahl     | -      |
| 13.     | Elias Katz          | -      |
| 14.     | Ferruccio Bruni     | 11     |
| 15.     | Johan Badendyck     | -      |
| 16.     | Stanisław Ziffer    | 12     |
| 17.     | Giovanni Garaventa  | 13     |
| 18.     | Julian Łukaszewicz  | 14     |
| 19.     | Stefan Szelestowski | 15     |
| -       | Eino Seppälä        | DNF    |
| -       | Arthur Clark        | DNF    |
| -       | George Webber       | DNF    |
| -       | Eino Seppälä        | DNF    |

Bieg 2
Wyniki drużynowe
| Pozycja | Drużyna           | Punkty | Punkty | Punkty | Łącznie | Uwagi |
| Pozycja | Drużyna           | 1      | 2      | 3      | Łącznie | Uwagi |
| ------- | ----------------- | ------ | ------ | ------ | ------- | ----- |
| 1.      | Stany Zjednoczone | 2      | 3      | 4      | 9       | Q     |
| 2.      | Francja           | 5      | 6      | 7      | 18      | Q     |
| 3.      | Szwecja           | 1      | 8      | 12     | 21      |       |
| 4.      | Hiszpania         | 9      | 10     | 11     | 30      |       |

Wyniki indywidualne
| Pozycja | Zawodnik         | Punkty |
| ------- | ---------------- | ------ |
| 1.      | Edvin Wide       | 1      |
| 2.      | William Cox      | 2      |
| 3.      | Edward Kirby     | 3      |
| 4.      | Willard Tibbetts | 4      |
| 5.      | Paul Bontemps    | 5      |
| 6.      | Lucien Duquesne  | 6      |
| 7.      | Camille Barbaud  | 7      |
| 8.      | James Connolly   | -      |
| 9.      | Axel Eriksson    | 8      |
| 10.     | Armand Burtin    | -      |
| 11.     | Joie Ray         | -      |
| 12.     | Jesús Diéguez    | 9      |
| 13.     | José Andía       | 10     |
| 14.     | Léonard Mascaux  | -      |
| 15.     | Fabián Velasco   | 11     |
| 16.     | Jean Keller      | -      |
| 17.     | Miguel Palau     | -      |
| 18.     | Joaquín Miquel   | -      |
| 19.     | Sven Lundgren    | 12     |
| 20.     | Leo Larrivee     | -      |
| 21.     | Stig Reuterswärd | -      |

### Finał
Wyniki drużynowe
| Pozycja | Drużyna           | Punkty | Punkty | Punkty | Łącznie |
| Pozycja | Drużyna           | 1      | 2      | 3      | Łącznie |
| ------- | ----------------- | ------ | ------ | ------ | ------- |
| 1.      | Finlandia         | 1      | 2      | 5      | 8       |
| 2.      | Wielka Brytania   | 3      | 4      | 7      | 14      |
| 3.      | Stany Zjednoczone | 6      | 8      | 11     | 25      |
| 4.      | Francja           | 9      | 10     | 12     | 31      |

Wyniki indywidualne
| Pozycja | Zawodnik          | Punkty |
| ------- | ----------------- | ------ |
| 1.      | Paavo Nurmi       | 1      |
| 2.      | Ville Ritola      | 2      |
| 3.      | Bertram Macdonald | 3      |
| 4.      | Herbert Johnston  | 4      |
| 5.      | Elias Katz        | 5      |
| 6.      | Edward Kirby      | 6      |
| 7.      | George Webber     | 7      |
| 8.      | William Cox       | 8      |
| 9.      | Paul Bontemps     | 9      |
| 10.     | Walter Porter     | -      |
| 11.     | Armand Burtin     | 10     |
| 12.     | Willard Tibbetts  | 11     |
| 13.     | Sameli Tala       | -      |
| 14.     | Arthur Clark      | -      |
| 15.     | Léonard Mascaux   | 12     |
| 16.     | William Seagrove  | -      |
| 17.     | Leo Larrivee      | -      |
| 18.     | Joie Ray          | -      |
| 19.     | Camille Barbaud   | -      |
| -       | Frej Liewendahl   | DNF    |
| -       | James Connolly    | DNF    |
| -       | Jean Keller       | DNF    |
| -       | Lucien Duquesne   | DNF    |
| -       | Eino Seppälä      | DNF    |